# Chris Stroybant
Christian Chris Stroybant  est un footballeur belge, né le 13 avril 1947 à Turnhout (Belgique). 

## Biographie
Il commence sa carrière au KFC Turnhout en 1963 où son père Victor Stroybant avait déjà joué comme attaquant dans les années 1950. Le club joue alors parmi l'élite, mais il dégringole en quelques années en Division 3. En 1968, Turnhout est Champion de Belgique D3 et revient en Division 2. 
Chris Stroybant est transféré en 1970 au K Beerschot VAV qui évolue en Division 1  et y reste quatre saisons. Il joue et remporte la Coupe de Belgique en 1971 avec les Mauves. 
En 1974, il est recruté par le RWD Molenbeek. Il joue 24 matchs officiels et marque 1 but avec le RWDM et remporte le titre de Champion de Belgique en 1975. Il côtoie alors, entre autres, des joueurs réputés tels que Johan Boskamp, Odilon Polleunis Jacques Teugels ou Willy Wellens. 
En 1975-1976, il joue au KSV Waregem et termine 5e du Championnat.
Il a joué en tout dans sa carrière, 123 matchs et marqué 10 buts en Championnat de Division 1.

## Palmarès
- Champion de Belgique en 1975 avec le RWD Molenbeek
- Champion de Belgique D3 en 1968 avec le KFC Turnhout
- Vainqueur de la Coupe de Belgique en 1971 avec le K Beerschot VAV